# Мідделбург (Південна Голландія)
Мідделбург (нід. Middelburg) — селище в нідерландській провінції Південна Голландія. Входить до муніципалітету Бодегравен-Реувейк. Його населення станом на 2007 рік складало 220 осіб.
До 1855 року мало статус окремого муніципалітету.